# Bordalba
Bordalba – gmina w Hiszpanii, w prowincji Saragossa, w Aragonii, o powierzchni 41,58 km². W 2011 roku gmina liczyła 71 mieszkańców.